# 室内鞋

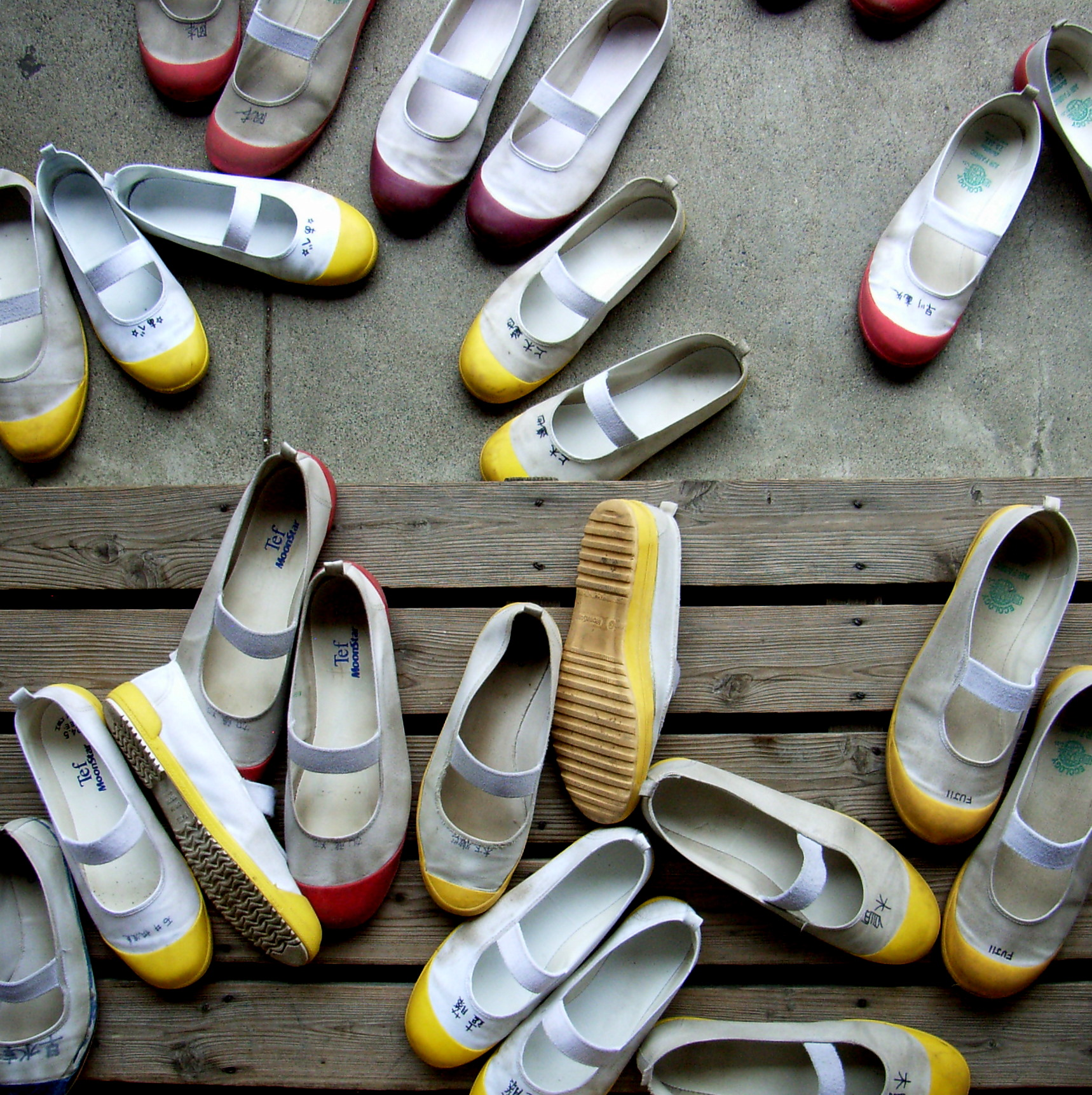
散乱的室内鞋，摄于日本某中學校内

室内鞋（日语：／ Uwabaki）是起源于日本的一种鞋子，广泛应用于家庭、学校、体育馆、某些公司等不允许穿着一般鞋类进入的室内场合。20世纪80年代以来，与之酷似的鞋子在中国大陆亦有广泛销售，但两地的用途有所不同。

## 日本

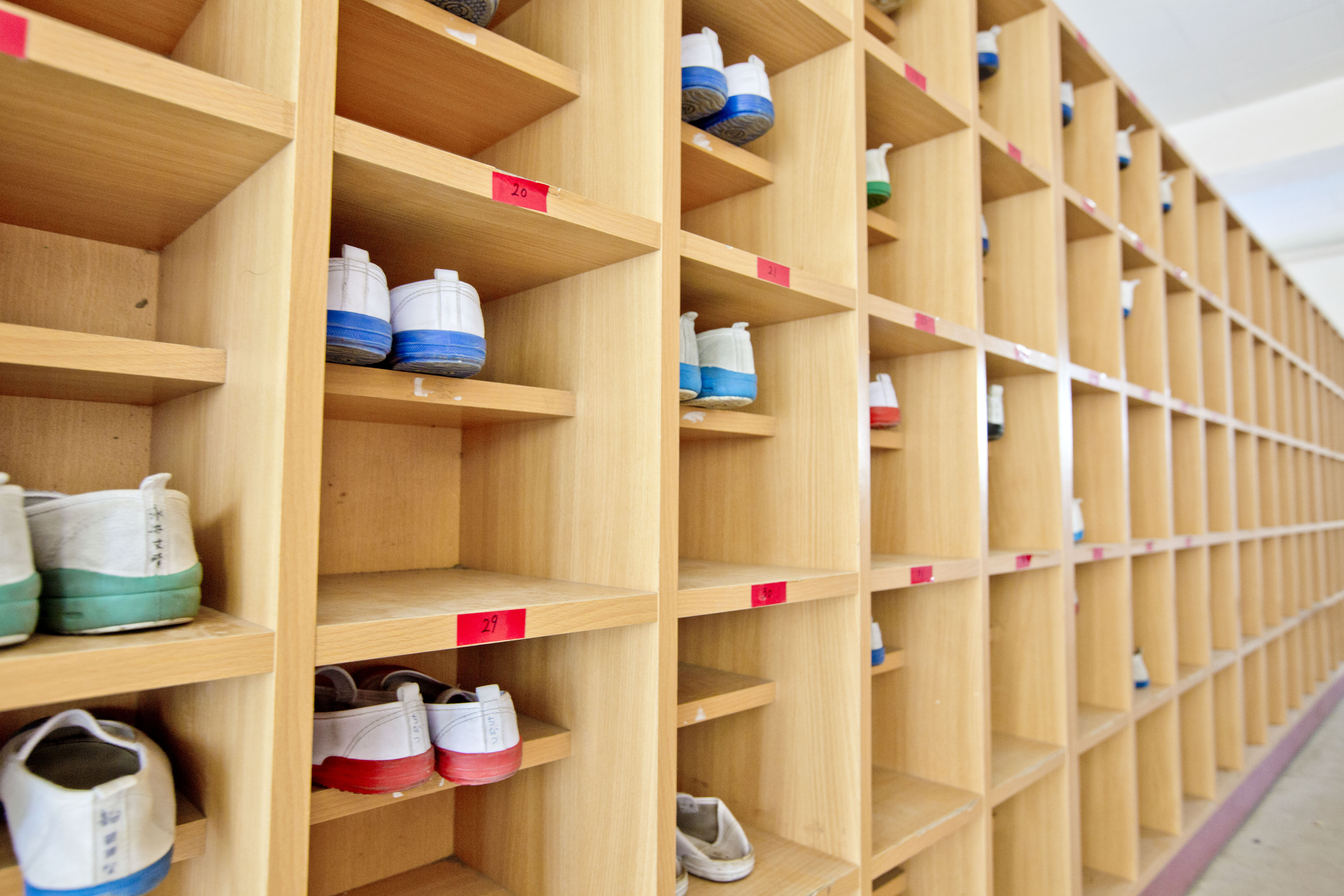
日本某小学的鞋柜，用于存放室内鞋

按照日本人的生活习惯，在进入房屋或其他建筑物时应脱鞋，特别是在地板上有地毯，抛光木地板或榻榻米的地方。室内鞋是轻便，灵活的鞋子，易于穿脱，专门用于室内。由于它们通常不会在室外穿着，因此可以保持鞋底清洁，避免通过鞋底为媒介将室外灰尘带入室内，从而方便地面的清洁。
在日本，从幼稚園到高等學校，大部分学校校舍的玄关处都配置了鞋柜，每个学生可以在自己的储物格中放置自己的室内鞋。室内鞋的主体颜色一般为白色，边沿的颜色则有多种，许多日本的中學校与高等學校根据学年指定室内鞋的边沿颜色。也有一些学校根据男女性别（一般男为蓝，女为红）指定室内鞋颜色，但这类做法可能会导致性别偏见，因而持类似规定的学校逐渐减少。

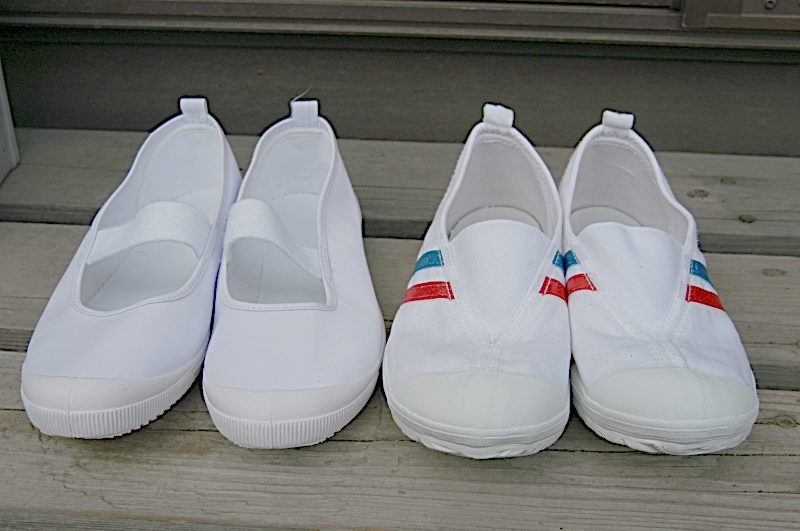
调查中最多（左）及第二多（右）的室内鞋类型

根据在68地743所学校进行的调查，除上述的最常见类型（518/1033）以及与其类似的第二多的类型（249/1033）（如图所示）外，也有運動鞋、凉鞋或人字拖等形态的其它类型的室内鞋，研究指出室内鞋类型与学校所在地温度呈相关性，气温较低的地方更多地采用较厚的鞋子，而气温较高的地方则更多地采用类似凉鞋或人字拖形态的清凉的鞋子。同一调查显示，日语中对室内鞋最常用的称呼为（657/1033）或（195/1033），亦有其它使用较少的称呼。

## 中国大陆

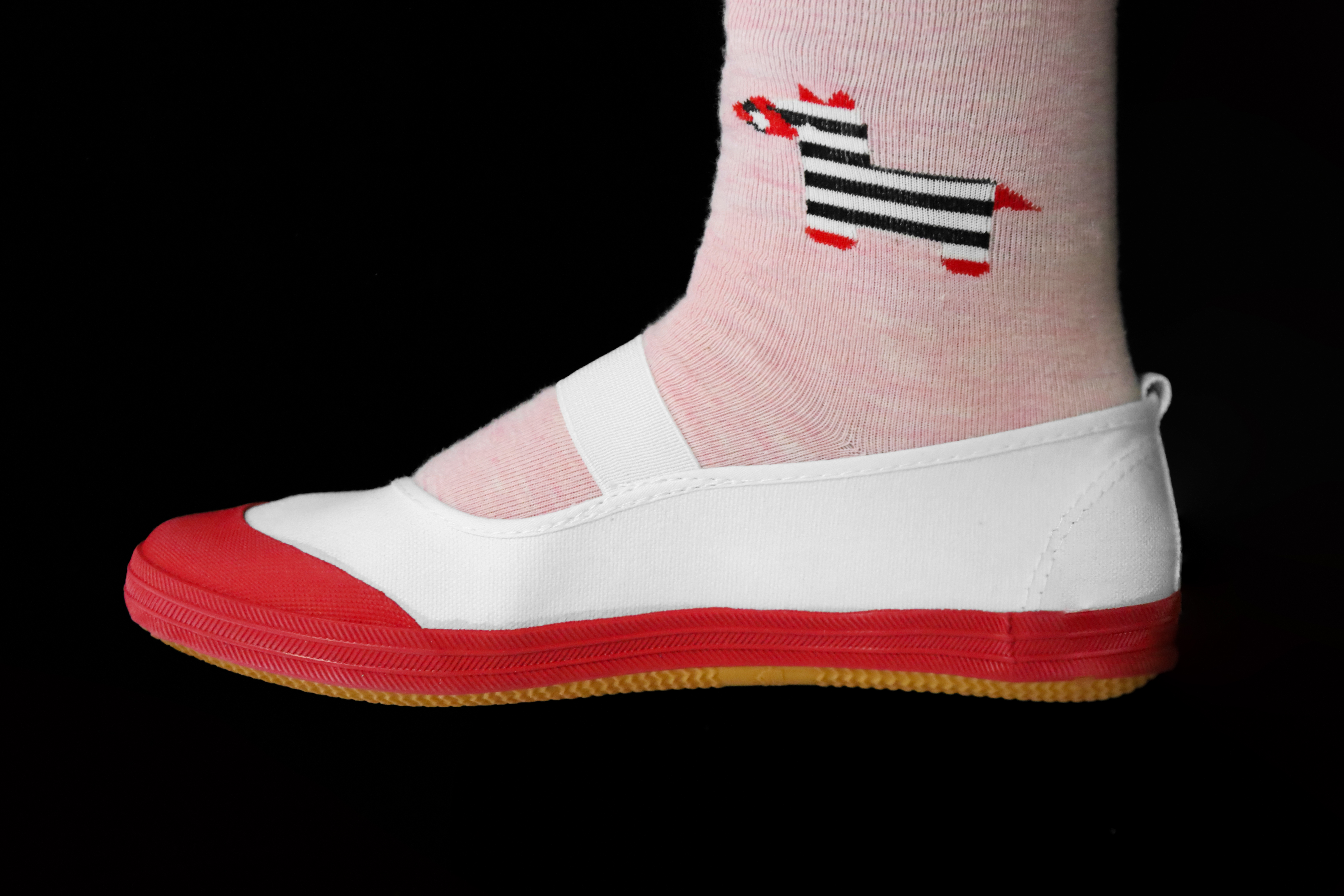
红色边沿的室内鞋，中国大陆产

与日本室内鞋相同款式的鞋子在中国大陆部分地区的中小学校、幼儿园也可以见到。一般在学校的正规场合中，与校服搭配，起到校鞋的作用，例如文艺演出等场合。鞋头颜色根据性别确定，男为蓝，女为红。
因其设计与芭蕾软鞋类似，在一些文艺演出（尤其是中小学的集体表演）、体操演出、杂技演出中也作为表演用鞋使用。因用途上的差异，该鞋在中国大陆极少被称作“室内鞋”，而拥有“体操鞋”、“小白鞋”、“白球鞋”、“舞蹈鞋”、“芭蕾舞鞋”、“女学生鞋”等形形色色的叫法，例如青岛环球鞋业和山东鲁泰鞋业均将其作为舞蹈鞋出售。